# Le National (Canada)
Pour les articles homonymes, voir Le National.
Le National est un journal canadien publié de 1872 à 1879. Organe du Parti libéral du Canada, il a été fondé par Maurice Laframboise (1821-1882), député du Parti libéral du Québec pour la circonscription de Shefford, à l'Assemblée législative du Québec de 1871 à 1878,. 
Le National est né le 24 avril 1872 après que Le Pays (1852-1871), dont Maurice Laframboise était l'éditeur, cesse de paraître. Maurice Laframboise, propriétaire, éditeur et imprimeur du journal, a été le rédacteur en chef de mai 1874 jusqu'à la fin d'août 1876 quand Charles Laberge prend la relève. Éprouvant des difficultés financières, Le National publie son dernier numéro le 22 février 1879. Pour continuer à promouvoir les idées libérales, Honoré Beaugrand fonde en 1879 le journal La Patrie.